# Alicja (księżna Gloucester)
Lady Alice Christabel Montagu-Douglas-Scott, później: Alicja, księżna Gloucester (ang. Princess Alice, Duchess of Gloucester) GCB, CI, GCVO, GBE (ur. 25 grudnia 1901 w Montagu House w Londynie, zm. 29 października 2004 w Kensington Palace w Londynie) – najdłużej żyjący członek brytyjskiej rodziny królewskiej, ciotka królowej Elżbiety II.

## Lady Alice
Urodziła się jako córka Johna Montagu-Douglasa-Scotta, 7. księcia Buccleuch i 9. księcia Queensburry (1864–1935), w prostej linii potomka króla Karola II (ród książąt Buccleuch wywodził się od nieślubnego syna monarchy, księcia Monmouth) i lady Margaret Bridgeman, córki 4. hrabiego Bradford.
Do 12 roku życia przebywała głównie w wiejskich posiadłościach swojej rodziny: Boughton House, Drumlanrig Castle i Bowhill, tam też była początkowo kształcona. W 1913 r. rozpoczęła naukę w szkole West Malvern i przez rok w Paryżu. Od młodości lubiła zajęcia na świeżym powietrzu (głównie narciarstwo), malarstwo oraz przede wszystkim podróże. Była m.in. w Afryce Południowej na ślubie starszej siostry Małgorzaty, w Kenii, gdzie pomagała prowadzić fermę wujowi, oraz w Indiach i Afganistanie, gdzie odwiedzała odbywającego służbę wojskową brata. W 1920 została przedstawiona na dworze królewskim.

## Księżna Gloucester
W sierpniu 1935 zaręczyła się z Henrykiem Windsorem, księciem Gloucester, trzecim synem króla Anglii Jerzego V i Marii Teck, córki Franciszka, księcia Teck. Zawarli małżeństwo 6 listopada 1935 w kaplicy Pałacu Buckingham, w skromnej – ze względu na niedawną śmierć ojca panny młodej – uroczystości. Przez krótki czas po ślubie małżonkowie mieszkali w apartamencie w Pałacu Buckingham, następnie przenieśli się do Aldershot, gdzie książę Henryk kończył kursy oficerskie. Wkrótce jednak powrócili do Londynu; w związku ze śmiercią króla Jerzego V i rychłą abdykacją króla Edwarda VIII książę Gloucester pełnił szereg obowiązków reprezentacyjnych przynależnych rodzinie królewskiej. W późniejszych latach księstwo Gloucester mieszkali głównie w londyńskim Pałacu St. James lub w rezydencji Barnwell Manor, w Northamptonshire.
Henryk i Alicja mieli razem dwóch synów:
- Wilhelm Henryk Andrzej Fryderyk Windsor (ur. 18 grudnia 1941, zm. 28 sierpnia 1972)
- Ryszard Aleksander Walter Jerzy Windsor (ur. 26 sierpnia 1944), książę Gloucester

Obowiązki te przypadły także jego żonie: księżna Alicja była m.in. zastępczynią królowej Elżbiety w kierownictwie Korpusu Pielęgniarek (od 1937 r.) i honorowym dowódcą wielu oddziałów wojskowych związanych z rodziną królewską (m.in. Królewskich Szkockich Służb Granicznych i Królewskich Huzarów, w późniejszym okresie także Królewskiego Australijskiego Korpusu Transportowego). W czasie II wojny światowej pracowała dla Czerwonego Krzyża i zakonu joannitów; od 1940 dowodziła Kobiecymi Królewskimi Siłami Powietrznymi (WRAF). W 1945 nadano jej stopień honorowego marszałka lotnictwa.

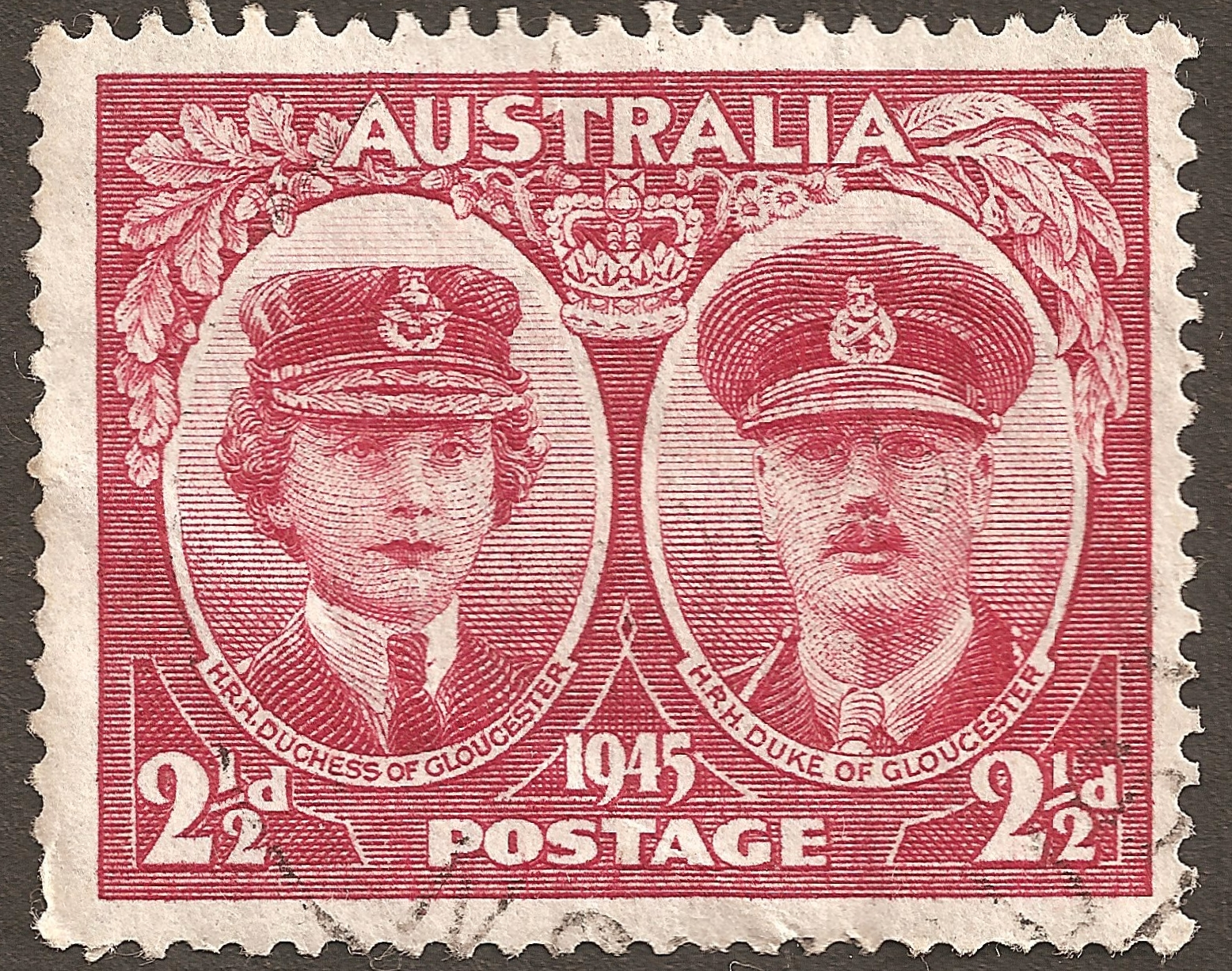
Księżna Alicja wraz z mężem na australijskim znaczku pocztowym, 1945

W latach 1945–1947 przebywała w Australii, gdzie jej mąż sprawował funkcję gubernatora generalnego. W Australii nadano jej dowództwo Australijskiej Kobiecej Armii Polnej. Jako szefowa WRAF odbywała liczne podróże, była m.in. w Niemczech i Austrii. Towarzyszyła także mężowi w uroczystościach Wspólnoty Brytyjskiej i podróżach prywatnych; m.in. w 1965 po wielu latach ponownie odwiedzili Australię.
Z racji przynależności do rodziny królewskiej księżna Gloucester była honorową przewodniczącą lub patronką szeregu organizacji i instytucji, m.in. Australijskiego Towarzystwa Muzycznego, Towarzystwa Brytyjsko-Australijskiego, Ligi Kobiet Afryki Wschodniej, Towarzystwa Walki ze Stwardnieniem Rozsianym, Królewskiego Towarzystwa Artystów Brytyjskich, Towarzystwa Artstow Szkockich, Towarzystwa Rodzin Żołnierzy, Marynarzy i Lotników, Festiwalu Trzech Chórów w Gloucester, Królewskiego Instytutu Pielęgniarskiego. Otrzymała najwyższe odznaczenia brytyjskie; była damą Orderu Imperialnego Korony Indii (1937), damą Krzyża Wielkiego Orderu Imperium Brytyjskiego (GBE, 1937), damą Krzyża Wielkiego Królewskiego Orderu Wiktoriańskiego (GCVO, 1948), damą Krzyża Wielkiego Orderu Łaźni (GCB, 1975).

## Księżna-wdowa
Książę Henry zmarł 10 czerwca 1974. Po jego śmierci księżna otrzymała od królowej Elżbiety prawo używania tytułu: „Jej Królewska Wysokość księżna Alicja, księżna Gloucester”, dla odróżnienia od nowej księżnej Gloucester, żony księcia Richarda. Od 1994 księżna-wdowa mieszkała w Pałacu Kensington w Londynie (siedzibie książąt Gloucester od lat 70.) wraz z synem, synową i rodziną. W wieku 99 lat, ze względu na stan zdrowia i podeszły wiek ograniczyła do minimum obowiązki publiczne. W grudniu 2001 uroczyście obchodziła 100. rocznicę urodzin, w obecności królowej Elżbiety II, księżniczki Małgorzaty, księcia Walii Karola oraz syna i synowej – odbyła się m.in. specjalna parada Królewskich Szkockich Służb Granicznych, których była przez ponad 60 lat tytularnym dowódcą.
W 1981 opublikowała wspomnienia The Memoirs of Princess Alice, Duchess of Gloucester.
Zmarła w Pałacu Kensington we śnie w wieku prawie 103 lat. Była najdłużej żyjącą członkinią brytyjskiej rodziny królewskiej (żyła rok dłużej niż popularna królowa-matka Elżbieta, zmarła w 2002).